# Осложнённое предложение
Осложнённое предложение — речевая реализация простого предложения, предназначенная для передачи смысла большего объёма, чем в элементарном простом предложении, с помощью особых структурных компонентов.
Осложнение предложения вызывают:
1. Однородные члены: На столе разбросаны красные, синие, зелёные карандаши; Он часто был простужен и лежал неделями в кровати.
2. Обособленные члены (в том числе уточняющие, пояснительные, присоединительные, причастный, деепричастный, сравнительный оборот). Обособленными называются второстепенные члены предложения, выделяемые по смыслу, интонационно и пунктуационно: Этот человек, тощий, с палочкой в руке, был мне неприятен. Наиболее часто встречаются обособленные определения, выраженные причастными оборотами, прилагательными с зависимыми словами и существительными в косвенных падежах.
3. Вводные слова и предложения, вставные конструкции: К счастью, с утра погода наладилась; Элегантность, я думаю, никогда не выйдет из моды; С одной стороны, предложение интересное, с другой — опасное.
4. Обращения: Дорогая внучка, почему ты мне стала редко звонить? Ожидающие рейс из Сочи, пройдите в зону прилёта.
5. Прямая речь: Он сказал: «Я хочу пойти с вами».

По традиции выделяют два вида осложнённых предложений:
1. структуры, осложняющие элементы которых являются членами предложения (с однородными членами и с обособленными второстепенными).
2. структуры, осложняющие элементы которых не являются членами предложения.

В учебнике под редакцией Е. И. Дибровой отмечают, что осложнённые предложения не представляют собой единообразных структурно-семантических единиц. Они очень неоднородны по степени добавочной предикативности и по яркости её грамматического оформления. Кроме того, в пределах отдельных разновидностей осложнённых предложений также нет единообразия по степени потенциальной предикативности. Поэтому определение места осложнённых предложений на шкале переходности между простым и сложным предложениями не полностью отражает особенности всех многочисленных групп и подгрупп осложнённых предложений. Здесь возможны и свои «оси» переходности, детализирующие в большей мере классификации синтаксических явлений из зоны предложений с осложнением.

## Научное описание
Учебная литература испытывает определённые трудности при описании простого осложнённого предложения.
Н. С. Валгина описывает разновидности осложнённых предложений без объединения их общим понятием осложнения и без использования самого термина.
В учебном пособии И. П. Распопова и А. М. Ломова осложнённые предложения оказываются в кругу особых явлений в синтаксисе простого предложения наряду с неполными предложениями, парцеллированными конструкциями.
В учебном пособии П. А. Леканта одни традиционно выделяемые осложняющие компоненты рассматриваются в качестве приёмов усложнения членов предложения (обособленные и однородные члены предложения), другие конструкции (обращение, вводные компоненты) описываются в разделе «Реализация предложения в речи», где они стоят в одном ряду с неполнотой и актуальным членением предложения.